# Vladimir Karpec
Vladimir Aleksandrovič Karpec (rusko Владимир Александрович Карпец), ruski kolesar, *  20. september 1980, Leningrad, Sovjetska zveza.
Karpec je upokojeni profesionalni kolesar, ki je v svoji karieri tekmoval za ekipe Itera, iBanesto.com, Team Katusha in Movistar Team. Nastopil je na poletnih olimpijskih igrah v letih 2000 v dirkališčnem kolesarstvu ter 2004 in 2008 v cestnem kolesarstvu. Leta 2000 je v ekipni zasledovalni tekmi na 4000 m dosegel osmo mesto, v posamični pa enajsto. Leta 2004 je na cestni dirki odstopil, leta 2008 pa je dosegel 17. mesto v kronometru in 18. na cestni dirki. Leta 2004 je osvojil belo majico na najboljšega mladega kolesarja na Dirki po Franciji in 13. mesto v skupnem seštevku. Leta 2005 je dosegel svojo najboljšo uvrstitev v skupnem seštevku Dirke po Italiji s sedmim mestom. Na Dirki po Španijo se je dvakrat uvrstil med deseterico v skupnem seštevku, z osmim mestom leta 2006 in sedmim leto za tem. Leta 2007 je dosegel tudi zmagi na etapnih dirkah po Kataloniji in po Švici.